# Gmina Nowosolna
Die Gmina Nowosolna ist Landgemeinde (gmina wiejska) im Powiat Łódzki wschodni in der Woiwodschaft Łódź, Polen. Sitz der Gemeinde ist das Dorf Nowosolna, das nicht zur Gemeinde gehört, sondern ein Stadtteil von Łódź ist.

## Geographie

Lage der Gemeinde im Powiat Łódzki wschodni

Die Gemeinde liegt östlich der Stadt Łódź. Sie hat eine Flächenausdehnung von 53,98 km². 70 % des Gemeindegebiets werden landwirtschaftlich genutzt, 23 % sind mit Wald bedeckt.

## Geschichte
Von 1975 bis 1998 gehörte die Gemeinde zur Woiwodschaft Łódź.

## Sołectwo
Die Gemeinde umfasst die Sołectwo (Schulzenämter) Boginia, Borchówka, Byszewy, Grabina, Kalonka, Kopanka, Ksawerów, Lipiny, Moskwa, Natolin, Nowe Skoszewy, Plichtów, Stare Skoszewy, Teolin und Wiączyń Dolny.
 Weiter Dörfer der Gemeinde sind Borki, Bukowiec, Dąbrowa, Dąbrowka,  Dobieszków, Głogowiec, Janów, Niecki und Wódka.

## Bildung
Die Gemeinde betreibt zwei Grundschulen  (szkoła podstawowa) und eine Mittelschule (gimnazjum).